# Чемпионат Израиля по футболу 2017/2018
Израильская Премьер-лига сезона 2017-18 — 80-й розыгрыш чемпионата Израиля по футболу с момента его основания. Титул защитил клуб «Хапоэль» (Беэр-Шева). Начало чемпионата 19 августа 2017. Конец чемпионата 20 мая 2018.

## Клубы
Всего в лиге играет 14 команд, включая 12 команд, продолжающих с сезона 2016-17 и две команды, поднявшиеся из Национальной Лиги.
«Маккаби» (Нетания) и «Хапоэль» (Акко), занявшие первые два места в Национальной Лиге прошлого сезона, перешли в Премьер-Лигу.
«Хапоэль» (Тель-Авив) и «Хапоэль» (Кфар-Саба), занявшие два последних места в Премьер-Лиге прошлого сезона, покинули её.

### Стадионы и карта участников
| «Бейтар» (Иерусалим)    | «Бней Иегуда» (Тель-Авив)  | «Бней Сахнин» | ФК Ашдод |
| ----------------------- | -------------------------- | --- | --- |
| Тедди                   | Хаберфельд (Ришон-ле-Цион) | Доха | Юд-Алеф |
| Вместимость: 31,733     | Вместимость: 6,000         | Вместимость: 8,500 | Вместимость: 7,800 |
|                         |                            | | |
| «Хапоэль» (Ашкелон)     | «Хапоэль» (Беэр-Шева)      | «Хапоэль» (Ашкелон) «Хапоэль» (Беэр-Шева) «Хапоэль» (Хайфа) «Маккаби» (Хайфа) «Бейтар» «Ирони» (Кирьят-Шмона) ФК Ашдод «Хапоэль» (Раанана) «Хапоэль» (Акко) «Маккаби» (Петах-Тиква) «Бней Сахнин» «Маккаби» (Нетания) «Маккаби» (Тель-Авив) «Бней Иегуда»Чемпионат Израиля по футболу 2017/2018, Израиль | «Хапоэль» (Ашкелон) «Хапоэль» (Беэр-Шева) «Хапоэль» (Хайфа) «Маккаби» (Хайфа) «Бейтар» «Ирони» (Кирьят-Шмона) ФК Ашдод «Хапоэль» (Раанана) «Хапоэль» (Акко) «Маккаби» (Петах-Тиква) «Бней Сахнин» «Маккаби» (Нетания) «Маккаби» (Тель-Авив) «Бней Иегуда»Чемпионат Израиля по футболу 2017/2018, Израиль |
| Селя                    | Тото Тернер                | «Хапоэль» (Ашкелон) «Хапоэль» (Беэр-Шева) «Хапоэль» (Хайфа) «Маккаби» (Хайфа) «Бейтар» «Ирони» (Кирьят-Шмона) ФК Ашдод «Хапоэль» (Раанана) «Хапоэль» (Акко) «Маккаби» (Петах-Тиква) «Бней Сахнин» «Маккаби» (Нетания) «Маккаби» (Тель-Авив) «Бней Иегуда»Чемпионат Израиля по футболу 2017/2018, Израиль | «Хапоэль» (Ашкелон) «Хапоэль» (Беэр-Шева) «Хапоэль» (Хайфа) «Маккаби» (Хайфа) «Бейтар» «Ирони» (Кирьят-Шмона) ФК Ашдод «Хапоэль» (Раанана) «Хапоэль» (Акко) «Маккаби» (Петах-Тиква) «Бней Сахнин» «Маккаби» (Нетания) «Маккаби» (Тель-Авив) «Бней Иегуда»Чемпионат Израиля по футболу 2017/2018, Израиль |
| Вместимость: 5,250      | Вместимость: 16,126        | «Хапоэль» (Ашкелон) «Хапоэль» (Беэр-Шева) «Хапоэль» (Хайфа) «Маккаби» (Хайфа) «Бейтар» «Ирони» (Кирьят-Шмона) ФК Ашдод «Хапоэль» (Раанана) «Хапоэль» (Акко) «Маккаби» (Петах-Тиква) «Бней Сахнин» «Маккаби» (Нетания) «Маккаби» (Тель-Авив) «Бней Иегуда»Чемпионат Израиля по футболу 2017/2018, Израиль | «Хапоэль» (Ашкелон) «Хапоэль» (Беэр-Шева) «Хапоэль» (Хайфа) «Маккаби» (Хайфа) «Бейтар» «Ирони» (Кирьят-Шмона) ФК Ашдод «Хапоэль» (Раанана) «Хапоэль» (Акко) «Маккаби» (Петах-Тиква) «Бней Сахнин» «Маккаби» (Нетания) «Маккаби» (Тель-Авив) «Бней Иегуда»Чемпионат Израиля по футболу 2017/2018, Израиль |
|                         |                            | «Хапоэль» (Ашкелон) «Хапоэль» (Беэр-Шева) «Хапоэль» (Хайфа) «Маккаби» (Хайфа) «Бейтар» «Ирони» (Кирьят-Шмона) ФК Ашдод «Хапоэль» (Раанана) «Хапоэль» (Акко) «Маккаби» (Петах-Тиква) «Бней Сахнин» «Маккаби» (Нетания) «Маккаби» (Тель-Авив) «Бней Иегуда»Чемпионат Израиля по футболу 2017/2018, Израиль | «Хапоэль» (Ашкелон) «Хапоэль» (Беэр-Шева) «Хапоэль» (Хайфа) «Маккаби» (Хайфа) «Бейтар» «Ирони» (Кирьят-Шмона) ФК Ашдод «Хапоэль» (Раанана) «Хапоэль» (Акко) «Маккаби» (Петах-Тиква) «Бней Сахнин» «Маккаби» (Нетания) «Маккаби» (Тель-Авив) «Бней Иегуда»Чемпионат Израиля по футболу 2017/2018, Израиль |
| «Хапоэль» (Хайфа)       | «Хапоэль» (Акко)           | «Хапоэль» (Ашкелон) «Хапоэль» (Беэр-Шева) «Хапоэль» (Хайфа) «Маккаби» (Хайфа) «Бейтар» «Ирони» (Кирьят-Шмона) ФК Ашдод «Хапоэль» (Раанана) «Хапоэль» (Акко) «Маккаби» (Петах-Тиква) «Бней Сахнин» «Маккаби» (Нетания) «Маккаби» (Тель-Авив) «Бней Иегуда»Чемпионат Израиля по футболу 2017/2018, Израиль | «Хапоэль» (Ашкелон) «Хапоэль» (Беэр-Шева) «Хапоэль» (Хайфа) «Маккаби» (Хайфа) «Бейтар» «Ирони» (Кирьят-Шмона) ФК Ашдод «Хапоэль» (Раанана) «Хапоэль» (Акко) «Маккаби» (Петах-Тиква) «Бней Сахнин» «Маккаби» (Нетания) «Маккаби» (Тель-Авив) «Бней Иегуда»Чемпионат Израиля по футболу 2017/2018, Израиль |
| Самми Офер              | Akko                       | «Хапоэль» (Ашкелон) «Хапоэль» (Беэр-Шева) «Хапоэль» (Хайфа) «Маккаби» (Хайфа) «Бейтар» «Ирони» (Кирьят-Шмона) ФК Ашдод «Хапоэль» (Раанана) «Хапоэль» (Акко) «Маккаби» (Петах-Тиква) «Бней Сахнин» «Маккаби» (Нетания) «Маккаби» (Тель-Авив) «Бней Иегуда»Чемпионат Израиля по футболу 2017/2018, Израиль | «Хапоэль» (Ашкелон) «Хапоэль» (Беэр-Шева) «Хапоэль» (Хайфа) «Маккаби» (Хайфа) «Бейтар» «Ирони» (Кирьят-Шмона) ФК Ашдод «Хапоэль» (Раанана) «Хапоэль» (Акко) «Маккаби» (Петах-Тиква) «Бней Сахнин» «Маккаби» (Нетания) «Маккаби» (Тель-Авив) «Бней Иегуда»Чемпионат Израиля по футболу 2017/2018, Израиль |
| Вместимость: 30,942     | Вместимость: 5,800         | «Хапоэль» (Ашкелон) «Хапоэль» (Беэр-Шева) «Хапоэль» (Хайфа) «Маккаби» (Хайфа) «Бейтар» «Ирони» (Кирьят-Шмона) ФК Ашдод «Хапоэль» (Раанана) «Хапоэль» (Акко) «Маккаби» (Петах-Тиква) «Бней Сахнин» «Маккаби» (Нетания) «Маккаби» (Тель-Авив) «Бней Иегуда»Чемпионат Израиля по футболу 2017/2018, Израиль | «Хапоэль» (Ашкелон) «Хапоэль» (Беэр-Шева) «Хапоэль» (Хайфа) «Маккаби» (Хайфа) «Бейтар» «Ирони» (Кирьят-Шмона) ФК Ашдод «Хапоэль» (Раанана) «Хапоэль» (Акко) «Маккаби» (Петах-Тиква) «Бней Сахнин» «Маккаби» (Нетания) «Маккаби» (Тель-Авив) «Бней Иегуда»Чемпионат Израиля по футболу 2017/2018, Израиль |
|                         |                            | «Хапоэль» (Ашкелон) «Хапоэль» (Беэр-Шева) «Хапоэль» (Хайфа) «Маккаби» (Хайфа) «Бейтар» «Ирони» (Кирьят-Шмона) ФК Ашдод «Хапоэль» (Раанана) «Хапоэль» (Акко) «Маккаби» (Петах-Тиква) «Бней Сахнин» «Маккаби» (Нетания) «Маккаби» (Тель-Авив) «Бней Иегуда»Чемпионат Израиля по футболу 2017/2018, Израиль | «Хапоэль» (Ашкелон) «Хапоэль» (Беэр-Шева) «Хапоэль» (Хайфа) «Маккаби» (Хайфа) «Бейтар» «Ирони» (Кирьят-Шмона) ФК Ашдод «Хапоэль» (Раанана) «Хапоэль» (Акко) «Маккаби» (Петах-Тиква) «Бней Сахнин» «Маккаби» (Нетания) «Маккаби» (Тель-Авив) «Бней Иегуда»Чемпионат Израиля по футболу 2017/2018, Израиль |
| «Хапоэль» (Раанана)     | «Маккаби» (Нетания)        | «Хапоэль» (Ашкелон) «Хапоэль» (Беэр-Шева) «Хапоэль» (Хайфа) «Маккаби» (Хайфа) «Бейтар» «Ирони» (Кирьят-Шмона) ФК Ашдод «Хапоэль» (Раанана) «Хапоэль» (Акко) «Маккаби» (Петах-Тиква) «Бней Сахнин» «Маккаби» (Нетания) «Маккаби» (Тель-Авив) «Бней Иегуда»Чемпионат Израиля по футболу 2017/2018, Израиль | «Хапоэль» (Ашкелон) «Хапоэль» (Беэр-Шева) «Хапоэль» (Хайфа) «Маккаби» (Хайфа) «Бейтар» «Ирони» (Кирьят-Шмона) ФК Ашдод «Хапоэль» (Раанана) «Хапоэль» (Акко) «Маккаби» (Петах-Тиква) «Бней Сахнин» «Маккаби» (Нетания) «Маккаби» (Тель-Авив) «Бней Иегуда»Чемпионат Израиля по футболу 2017/2018, Израиль |
| Ха-Мошава (Петах-Тиква) | Нетания                    | «Хапоэль» (Ашкелон) «Хапоэль» (Беэр-Шева) «Хапоэль» (Хайфа) «Маккаби» (Хайфа) «Бейтар» «Ирони» (Кирьят-Шмона) ФК Ашдод «Хапоэль» (Раанана) «Хапоэль» (Акко) «Маккаби» (Петах-Тиква) «Бней Сахнин» «Маккаби» (Нетания) «Маккаби» (Тель-Авив) «Бней Иегуда»Чемпионат Израиля по футболу 2017/2018, Израиль | «Хапоэль» (Ашкелон) «Хапоэль» (Беэр-Шева) «Хапоэль» (Хайфа) «Маккаби» (Хайфа) «Бейтар» «Ирони» (Кирьят-Шмона) ФК Ашдод «Хапоэль» (Раанана) «Хапоэль» (Акко) «Маккаби» (Петах-Тиква) «Бней Сахнин» «Маккаби» (Нетания) «Маккаби» (Тель-Авив) «Бней Иегуда»Чемпионат Израиля по футболу 2017/2018, Израиль |
| Вместимость: 11,500     | Вместимость: 13,610        | «Хапоэль» (Ашкелон) «Хапоэль» (Беэр-Шева) «Хапоэль» (Хайфа) «Маккаби» (Хайфа) «Бейтар» «Ирони» (Кирьят-Шмона) ФК Ашдод «Хапоэль» (Раанана) «Хапоэль» (Акко) «Маккаби» (Петах-Тиква) «Бней Сахнин» «Маккаби» (Нетания) «Маккаби» (Тель-Авив) «Бней Иегуда»Чемпионат Израиля по футболу 2017/2018, Израиль | «Хапоэль» (Ашкелон) «Хапоэль» (Беэр-Шева) «Хапоэль» (Хайфа) «Маккаби» (Хайфа) «Бейтар» «Ирони» (Кирьят-Шмона) ФК Ашдод «Хапоэль» (Раанана) «Хапоэль» (Акко) «Маккаби» (Петах-Тиква) «Бней Сахнин» «Маккаби» (Нетания) «Маккаби» (Тель-Авив) «Бней Иегуда»Чемпионат Израиля по футболу 2017/2018, Израиль |
|                         |                            | «Хапоэль» (Ашкелон) «Хапоэль» (Беэр-Шева) «Хапоэль» (Хайфа) «Маккаби» (Хайфа) «Бейтар» «Ирони» (Кирьят-Шмона) ФК Ашдод «Хапоэль» (Раанана) «Хапоэль» (Акко) «Маккаби» (Петах-Тиква) «Бней Сахнин» «Маккаби» (Нетания) «Маккаби» (Тель-Авив) «Бней Иегуда»Чемпионат Израиля по футболу 2017/2018, Израиль | «Хапоэль» (Ашкелон) «Хапоэль» (Беэр-Шева) «Хапоэль» (Хайфа) «Маккаби» (Хайфа) «Бейтар» «Ирони» (Кирьят-Шмона) ФК Ашдод «Хапоэль» (Раанана) «Хапоэль» (Акко) «Маккаби» (Петах-Тиква) «Бней Сахнин» «Маккаби» (Нетания) «Маккаби» (Тель-Авив) «Бней Иегуда»Чемпионат Израиля по футболу 2017/2018, Израиль |
| «Ирони» (Кирьят-Шмона)  | «Маккаби» (Хайфа)          | «Маккаби» (Петах-Тиква) | «Маккаби» (Тель-Авив) |
| Городской стадион       | Самми Офер                 | Ха-Мошава | Нетания |
| Вместимость: 5,300      | Вместимость: 30,942        | Вместимость: 11,500 | Вместимость: 13,610 |
|                         |                            | | |

### Иностранные игроки
Количество иностранных игроков в каждой команде на поле не может превышать пяти.
- По состоянию на 2 июля 2016 года

| Клуб                    | Игрок 1          | Игрок 2          | Игрок 3            | Игрок 4          | Игрок 5          | Игрок 6         | Игрок 7 | Игрок 8 |
| ----------------------- | ---------------- | ---------------- | ------------------ | ---------------- | ---------------- | --------------- | ------- | ------- |
| «Бейтар»                | Хесус Руэда      | Арсенио Валпорт  | Клаудемир          | Жоржиньо         |                  |                 |         |         |
| «Бней Сахнин»           | Абрахам Паз      | Хилель Муса      | Элдар Хасанович    | Вандерсон        |                  |                 |         |         |
| «Бней Иегуда»           | Деле Айенугба    | Антонио Мршич    | Тьерри Дубай       | Жюд Нвуру        | Ксавье Тома      |                 |         |         |
| ФК Ашдод                | Нивальдо         | Саллю Капай      |                    |                  |                  |                 |         |         |
| «Хапоэль» (Ашкелон)     | Юрген Колин      | Сейбу Койта      | Джанлука Мария     |                  |                  |                 |         |         |
| «Хапоэль» (Беэр-Шева)   | Лусио Мараньяо   | Антонио Нвакаеме | Джон Огу           | Овидио Хубан     | Мигель Витор     |                 |         |         |
| «Хапоэль» (Хайфа)       | Бруно Пинейро    | Жарко Корач      | Тадас Киянскас     | Дмитрий Бага     | Марьян Антолович |                 |         |         |
| «Хапоэль» (Кфар-Саба)   | Мавис Чибота     | Максим Скавыш    | Душан Матович      | Диего Качуба     | Слободан Симович |                 |         |         |
| «Хапоэль» (Раанана)     | Чам Мамаду       | Рене Михелич     | Эванс Кангва       | Эммануэль Мбола  |                  |                 |         |         |
| «Хапоэль» (Нетания)     |                  |                  |                    |                  |                  |                 |         |         |
| «Ирони» (Кирьят-Шмона)  | Броссу Креги     | Кассио           | Хейдор             | Маурицио         | Остин Амуту      | Бруно           |         |         |
| «Маккаби» (Хайфа)       | Гари Кагельмахер | Глейнор Плет     | Владимир Стойкович | Людовик Обраньяк | Марк Вальенте    | Никита Рукавица |         |         |
| «Маккаби» (Петах-Тиква) | Бернхард Янечек  | Раде Прица       | Аллисон            | Йоахим Мунунга   | Дилан Сейс       |                 |         |         |
| «Маккаби» (Тель-Авив)   | Харис Медунянин  | Карлос Гарсия    | Носа Игьебор       | Орланду Са       | Предраг Райкович | Егор Филипенко  |         |         |

жирным: Игроки, входящие в состав национальных сборных их стран.

## Тренеры, капитаны, технические спонсоры и финансовые спонсоры команд
| Клуб                    | Главный тренер     | Капитан        | Технический спонсор | Финансовый спонсор        |
| ----------------------- | ------------------ | -------------- | ------------------- | ------------------------- |
| «Бейтар»                | Биньямин Бен Закен | Итай Шехтер    | GIVOVA              | ITrader, ивр. יהלומית פרץ‎ |
| «Бней Сахнин»           | Феликс Наим        | Халед Халаила  | GIVOVA              | Scania                    |
| «Бней Иегуда»           | Йоси Абукасис      | Аси Бальдут    | Macron              |                           |
| ФК Ашдод                | Реувен Атар        | Мики Сироштайн | Nike                | SessMe                    |
| «Хапоэль» (Ашкелон)     | Юваль Наим         | Яир Азуляй     | Macron              | Эльбар                    |
| «Хапоэль» (Беэр-Шева)   | Барак Бахар        | Эльянив Барда  | Puma                | TADIRAN                   |
| «Хапоэль» (Хайфа)       | Эли Коэн           | Ошри Роаш      | Diadora             | Good                      |
| «Хапоэль» (Акко)        | Шломи Дора         | вакант.        | Macron              | Terigo                    |
| «Хапоэль» (Раанана)     | Мени Корецки       | Тамир Коэн     | Umbro               | MEТель-Авив               |
| «Ирони» (Кирьят-Шмона)  | Хаим Силвас        | вакант.        | Macron              | Ituran                    |
| «Маккаби» (Хайфа)       | Гай Лузон          | Декель Кейнан  | Nike                | Honda                     |
| «Маккаби» (Петах-Тиква) | Шарон Мимер        | вакант.        | Macron              | פנורמה צפון               |
| «Маккаби» (Тель-Авив)   | Йорди Кройф        | Галь Альберман | Adidas              | ЮНИСЕФ                    |
| «Маккаби» (Нетания)     | Слободан Драпич    | Эран Леви      | Adidas              |                           |

### Смена тренеров
| Команда                 | Ушедший тренер | Причина                           | Дата        | Позиция в таблице | Пришедший тренер | Дата         |
| ----------------------- | -------------- | --------------------------------- | ----------- | ----------------- | ---------------- | ------------ |
| «Ирони» (Кирьят-Шмона)  | Шломи Дора     | Окончание контракта               | 16 мая 2016 | До начала сезона  | Хаим Силвас      | июнь 2017    |
| «Бней Иегуда»           | Израиль        | Окончание контракта               | 16 мая 2016 | До начала сезона  | Йоси Абукасис    | июнь 2017    |
| «Маккаби» (Петах-Тиква) | Дани Кинан     | Окончание контракта               | 16 мая 2016 | До начала сезона  | Коби Рефуа       | 31 мая 2016  |
| «Маккаби» (Тель-Авив)   | Петер Бос      | Назначен главным тренером «Аякса» | 16 мая 2016 | До начала сезона  | Йорди Кройф      | 16 июня 2017 |
| «Маккаби» (Хайфа)       | Рене Мёленстен | Уволен                            | апрель 2017 | До начала сезона  | Гай Лузон        | апрель 2017  |

## Турнирная таблица

### Предварительный этап
| М               | Команда                   | И  | В | Н | П | Мячи    | ±   | О  |
| --------------- | ------------------------- | -- | - | - | - | ------- | --- | -- |
| 1               | «Хапоэль» (Беэр-Шева)     | 13 | 9 | 3 | 1 | 26 − 13 | +13 | 30 |
| 2               | «Хапоэль» (Хайфа)         | 13 | 8 | 4 | 1 | 23 − 11 | +12 | 28 |
| 3               | «Бейтар» (Иерусалим)      | 13 | 8 | 3 | 2 | 33 − 19 | +14 | 27 |
| 4               | «Маккаби» (Тель-Авив)     | 13 | 6 | 5 | 2 | 21 − 15 | +6  | 23 |
| 5               | «Маккаби» (Нетания)       | 13 | 5 | 5 | 3 | 24 − 15 | +9  | 20 |
| 6               | «Бней Иегуда» (Тель-Авив) | 13 | 6 | 2 | 5 | 18 − 15 | +3  | 20 |
| 7               | «Ирони» (Кирьят-Шмона)    | 13 | 5 | 4 | 4 | 16 − 12 | +4  | 19 |
| 8               | «Маккаби» (Хайфа)         | 13 | 4 | 4 | 5 | 15 − 15 | 0   | 16 |
| 9               | «Маккаби» (Петах-Тиква)   | 13 | 4 | 3 | 6 | 14 − 19 | −5  | 15 |
| 10              | «Бней Сахнин»             | 13 | 4 | 3 | 6 | 10 − 17 | −7  | 15 |
| 11              | «Хапоэль» (Ашкелон)       | 13 | 2 | 6 | 5 | 14 − 18 | −4  | 12 |
| 12              | «Хапоэль» (Раанана)       | 13 | 2 | 2 | 9 | 9 − 22  | −13 | 8  |
| 13              | ФК «Ашдод»                | 13 | 1 | 4 | 8 | 8 − 21  | −13 | 7  |
| 14              | «Хапоэль» (Акко)          | 13 | 2 | 2 | 9 | 12 − 31 | −19 | 4  |
| Править таблицу |                           |    |   |   |   |         |     |    |

## Результаты матчей

### Первый круг
«Хапоэль» (Раанана) — «Ирони» (Кирьят-Шмона) — 0:0

«Хапоэль» (Хайфа) — «Хапоэль» (Ашкелон) — 3:1

ФК «Ашдод» — «Маккаби» (Петах-Тиква) — 1:2

«Хапоэль» (Беэр-Шева) — «Маккаби» (Нетания) — 1:1

«Хапоэль» (Акко) — «Бней Сахнин» — 1:2

«Маккаби» (Тель-Авив) — «Бейтар» (Иерусалим) — 0:3

«Бней Иегуда» (Тель-Авив) — «Маккаби» (Хайфа) — 2:0
«Хапоэль» (Ашкелон) — «Бней Иегуда» (Тель-Авив) — 1:1

«Бней Сахнин» — «Хапоэль» (Раанана) — 2:1

«Маккаби» (Петах-Тиква) — «Хапоэль» (Хайфа) — 0:2

«Маккаби» (Нетания) — «Хапоэль» (Акко) — 2:2

«Ирони» (Кирьят-Шмона) — «Маккаби» (Тель-Авив) — 1:2

«Маккаби» (Хайфа) — «Хапоэль» (Беэр-Шева) —  3:1

«Бейтар» (Иерусалим) — ФК «Ашдод» — 4:1
ФК «Ашдод» — «Ирони» (Кирьят-Шмона) — 0:2

«Маккаби» (Тель-Авив) — «Бней Сахнин» —  2:0

«Хапоэль» (Беэр-Шева) — «Хапоэль» (Ашкелон) — 1:0

«Хапоэль» (Хайфа) — «Бней Иегуда» (Тель-Авив) — 2:1

«Хапоэль» (Раанана) — «Маккаби» (Нетания) — 0:3

«Хапоэль» (Акко) — «Маккаби» (Хайфа) — 2:0

«Маккаби» (Петах-Тиква) — «Бейтар» (Иерусалим) — 1:2
«Бейтар» (Иерусалим) — «Хапоэль» (Хайфа) — 3:3

«Ирони» (Кирьят-Шмона) — «Маккаби» (Петах-Тиква) — 3:1

«Маккаби» (Хайфа) — «Хапоэль» (Раанана) — 4:2

«Хапоэль» (Ашкелон) — «Хапоэль» (Акко) — 2:1

«Бней Иегуда» — «Хапоэль» (Беэр-Шева) — 0:1

«Бней Сахнин» — ФК «Ашдод» — 0:0

«Маккаби» (Нетания) — «Маккаби» (Тель-Авив) — 2:3
ФК «Ашдод» — «Маккаби» (Нетания) — 0:3

«Хапоэль» (Акко) — «Бней Иегуда» — 1:1

«Хапоэль» (Раанана) — «Хапоэль» (Ашкелон) — 0:3

«Хапоэль» (Хайфа) — «Хапоэль» (Беэр-Шева) — 1:1

«Маккаби» (Петах-Тиква) — «Бней Сахнин» — 1:0

«Маккаби» (Тель-Авив) — «Маккаби» (Хайфа) — 0:0

«Бейтар» (Иерусалим) — «Ирони» (Кирьят-Шмона) — 1:1
«Бней Иегуда» — «Хапоэль» (Раанана) — 1:0

«Ирони» (Кирьят-Шмона) — «Хапоэль» (Хайфа) — 0:1

«Маккаби» (Хайфа) — ФК «Ашдод» — 1:0

«Хапоэль» (Ашкелон) — «Маккаби» (Тель-Авив) — 2:2

«Бней Сахнин» — «Бейтар» (Иерусалим) — 3:2

«Маккаби» (Нетания) — «Маккаби» (Петах-Тиква) — 4:0

18/11

«Хапоэль» (Беэр-Шева) — «Хапоэль» (Акко) — 3:1
ФК «Ашдод» — «Хапоэль» (Ашкелон) — 1:1

«Маккаби» (Петах-Тиква) — «Маккаби» (Хайфа) — 1:1

«Хапоэль» (Раанана) — «Хапоэль» (Беэр-Шева) — 1:3

«Хапоэль» (Хайфа) — «Хапоэль» (Акко) — 4:0

«Маккаби» (Тель-Авив) — «Бней Иегуда» — 2:0

«Ирони» (Кирьят-Шмона) — «Бней Сахнин» — 0:0

«Бейтар» (Иерусалим) — «Маккаби» (Нетания) — 4:1
«Бней Иегуда» — ФК «Ашдод» — 1:2

«Хапоэль» (Акко) — «Хапоэль» (Раанана) — 0:2

«Маккаби» (Нетания) — «Ирони» (Кирьят-Шмона) — 3:1

«Маккаби» (Хайфа) — «Бейтар» (Иерусалим) — 1:2

«Бней Сахнин» — «Хапоэль» (Хайфа) — 0:1

«Хапоэль» (Ашкелон) — «Маккаби» (Петах-Тиква) — 1:3

«Хапоэль» (Беэр-Шева) — «Маккаби» (Тель-Авив) — 2:1
«Бней Сахнин» — «Маккаби» (Нетания) — 0:0

«Хапоэль» (Хайфа) — «Хапоэль» (Раанана) — 2:0

«Бейтар» (Иерусалим) — «Хапоэль» (Ашкелон) — 2:0

«Ирони» (Кирьят-Шмона) — «Маккаби» (Хайфа) — 1:0

ФК «Ашдод» — «Хапоэль» (Беэр-Шева) — 1:3

«Маккаби» (Тель-Авив) — «Хапоэль» (Акко) — 5:2

«Маккаби» (Петах-Тиква) — «Бней Иегуда» — 1:2
«Бней Иегуда» — «Бейтар» (Иерусалим) — 3:2

«Маккаби» (Нетания) — «Хапоэль» (Хайфа) — 2:0

«Хапоэль» (Акко) — ФК «Ашдод» — 1:0

05/11

«Маккаби» (Хайфа) — «Бней Сахнин» — 2:0

«Маккаби» (Петах-Тиква) — «Хапоэль» (Беэр-Шева) — 0:2

«Хапоэль» (Раанана) — «Маккаби» (Тель-Авив) — 0:1

06/11

«Хапоэль» (Ашкелон) — «Ирони» (Кирьят-Шмона) — 0:0
«Бней Сахнин» — «Хапоэль» (Ашкелон) — 2:1

«Ирони» (Кирьят-Шмона) — «Бней Иегуда» — 2:1

«Маккаби» (Нетания) — «Маккаби» (Хайфа) — 1:1

«Хапоэль» (Акко) — «Маккаби» (Петах-Тиква) — 0:1

26/11

ФК «Ашдод» — «Хапоэль» (Раанана) — 0:1

«Хапоэль» (Хайфа) — «Маккаби» (Тель-Авив) — 2:2

27/11

«Бейтар» (Иерусалим) — «Хапоэль» (Беэр-Шева) — 2:2
«Бней Иегуда» — «Бней Сахнин» — 3:0

«Маккаби» (Тель-Авив) — ФК «Ашдод» — 1:1

«Хапоэль» (Акко) — «Бейтар» (Иерусалим) — 1:3

«Хапоэль» (Ашкелон) — «Маккаби» (Нетания) — 1:1

03/12

«Хапоэль» (Беэр-Шева) — «Ирони» (Кирьят-Шмона) — 3:1

«Хапоэль» (Раанана) — «Маккаби» (Петах-Тиква) — 0:0

04/12

«Хапоэль» (Хайфа) — «Маккаби» (Хайфа) — 1:0
ФК «Ашдод» — «Хапоэль» (Хайфа) — 1:1

«Бейтар» (Иерусалим) — «Хапоэль» (Раанана) — 3:2

«Бней Сахнин» — «Хапоэль» (Беэр-Шева) — 1:3

«Ирони» (Кирьят-Шмона) — «Хапоэль» (Акко) — 4:0

«Маккаби» (Нетания) — «Бней Иегуда» — 1:2

«Маккаби» (Петах-Тиква) — «Маккаби» (Тель-Авив) — 0:0

«Маккаби» (Хайфа) — «Хапоэль» (Ашкелон) — 1:1

### Второй круг
«Бейтар» (Иерусалим) — «Маккаби» (Тель-Авив) — :

«Бней Сахнин» — «Хапоэль» (Акко) — :

«Ирони» (Кирьят-Шмона) — «Хапоэль» (Раанана) — :

«Маккаби» (Нетания) — «Хапоэль» (Беэр-Шева) — :

«Маккаби» (Петах-Тиква) — ФК «Ашдод» — :

«Маккаби» (Хайфа) — «Бней Иегуда» — :

«Хапоэль» (Ашкелон) — «Хапоэль» (Хайфа) — :
ФК «Ашдод» — «Бейтар» (Иерусалим) — :

«Бней Иегуда» — «Хапоэль» (Ашкелон) — :

«Маккаби» (Тель-Авив) — «Ирони» (Кирьят-Шмона) — :

«Хапоэль» (Акко) — «Маккаби» (Нетания) — :

«Хапоэль» (Беэр-Шева) — «Маккаби» (Хайфа) — :

«Хапоэль» (Раанана) — «Бней Сахнин» — :

«Хапоэль» (Хайфа) — «Маккаби» (Петах-Тиква) — :
«Бейтар» (Иерусалим) — «Маккаби» (Петах-Тиква) — :

«Бней Иегуда» — «Хапоэль» (Хайфа) — :

«Бней Сахнин» — «Маккаби» (Тель-Авив) — :

«Ирони» (Кирьят-Шмона) — ФК «Ашдод» — :

«Маккаби» (Нетания) — «Хапоэль» (Раанана) — :

«Маккаби» (Хайфа) — «Хапоэль» (Акко) — :

«Хапоэль» (Ашкелон) — «Хапоэль» (Беэр-Шева) — :
ФК «Ашдод» — «Бней Сахнин» — :

«Маккаби» (Петах-Тиква) — «Ирони» (Кирьят-Шмона) — :

«Маккаби» (Тель-Авив) — «Маккаби» (Нетания) — :

«Хапоэль» (Акко) — «Хапоэль» (Ашкелон) — :

«Хапоэль» (Беэр-Шева) — «Бней Иегуда» — :

«Хапоэль» (Раанана) — «Маккаби» (Хайфа) — :

«Хапоэль» (Хайфа) — «Бейтар» (Иерусалим) — :
«Бней Иегуда» — «Хапоэль» (Акко) — :

«Бней Сахнин» — «Маккаби» (Петах-Тиква) — :

«Ирони» (Кирьят-Шмона) — «Бейтар» (Иерусалим) — :

«Маккаби» (Нетания) — ФК «Ашдод» — :

«Маккаби» (Хайфа) — «Маккаби» (Тель-Авив) — :

«Хапоэль» (Ашкелон) — «Хапоэль» (Раанана) — :

«Хапоэль» (Беэр-Шева) — «Хапоэль» (Хайфа) — :
ФК «Ашдод» — «Маккаби» (Хайфа) — :

«Бейтар» (Иерусалим) — «Бней Сахнин» — :

«Маккаби» (Петах-Тиква) — «Маккаби» (Нетания) — :

«Маккаби» (Тель-Авив) — «Хапоэль» (Ашкелон) — :

«Хапоэль» (Акко) — «Хапоэль» (Беэр-Шева) — :

«Хапоэль» (Раанана) — «Бней Иегуда» — :

«Хапоэль» (Хайфа) — «Ирони» (Кирьят-Шмона) — :
«Бней Иегуда» — «Маккаби» (Тель-Авив) — :

«Бней Сахнин» — «Ирони» (Кирьят-Шмона) — :

«Маккаби» (Нетания) — «Бейтар» (Иерусалим) — :

«Маккаби» (Хайфа) — «Маккаби» (Петах-Тиква) — :

«Хапоэль» (Акко) — «Хапоэль» (Хайфа) — :

«Хапоэль» (Ашкелон) — ФК «Ашдод» — :

«Хапоэль» (Беэр-Шева) — «Хапоэль» (Раанана) — :
ФК «Ашдод» — «Бней Иегуда» — :

«Бейтар» (Иерусалим) — «Маккаби» (Хайфа) — :

«Ирони» (Кирьят-Шмона) — «Маккаби» (Нетания) — :

«Маккаби» (Петах-Тиква) — «Хапоэль» (Ашкелон) — :

«Маккаби» (Тель-Авив) — «Хапоэль» (Беэр-Шева) — :

«Хапоэль» (Раанана) — «Хапоэль» (Акко) — :

«Хапоэль» (Хайфа) — «Бней Сахнин» — :
«Бней Иегуда» — «Маккаби» (Петах-Тиква) — :

«Маккаби» (Нетания) — «Бней Сахнин» — :

«Маккаби» (Хайфа) — «Ирони» (Кирьят-Шмона) — :

«Хапоэль» (Акко) — «Маккаби» (Тель-Авив) — :

«Хапоэль» (Ашкелон) — «Бейтар» (Иерусалим) — :

«Хапоэль» (Беэр-Шева) — ФК «Ашдод» — :

«Хапоэль» (Раанана) — «Хапоэль» (Хайфа) — :
ФК «Ашдод» — «Хапоэль» (Акко) — :

«Бейтар» (Иерусалим) — «Бней Иегуда» — :

«Бней Сахнин» — «Маккаби» (Хайфа) — :

«Ирони» (Кирьят-Шмона) — «Хапоэль» (Ашкелон) — :

«Маккаби» (Тель-Авив) — «Хапоэль» (Раанана) — :

«Хапоэль» (Беэр-Шева) — «Маккаби» (Петах-Тиква) — :

«Хапоэль» (Хайфа) — «Маккаби» (Нетания) — :
«Бней Иегуда» — «Ирони» (Кирьят-Шмона) — :

«Маккаби» (Тель-Авив) — «Хапоэль» (Хайфа) — :

«Маккаби» (Хайфа) — «Маккаби» (Нетания) — :

«Хапоэль» (Акко) — «Маккаби» (Петах-Тиква) — :

«Хапоэль» (Ашкелон) — «Бней Сахнин» — :

«Хапоэль» (Беэр-Шева) — «Бейтар» (Иерусалим) — :

«Хапоэль» (Раанана) — ФК «Ашдод» — :
ФК «Ашдод» — «Маккаби» (Тель-Авив) — :

«Бейтар» (Иерусалим) — «Хапоэль» (Акко) — :

«Бней Сахнин» — «Бней Иегуда» — :

«Ирони» (Кирьят-Шмона) — «Хапоэль» (Беэр-Шева) — :

«Маккаби» (Нетания) — «Хапоэль» (Ашкелон) — :

«Маккаби» (Петах-Тиква) — «Хапоэль» (Раанана) — :

«Маккаби» (Хайфа) — «Хапоэль» (Хайфа) — :
«Бней Иегуда» — «Маккаби» (Нетания) — :

«Маккаби» (Тель-Авив) — «Маккаби» (Петах-Тиква) — :

«Хапоэль» (Акко) — «Ирони» (Кирьят-Шмона) — :

«Хапоэль» (Ашкелон) — «Маккаби» (Хайфа) — :

«Хапоэль» (Беэр-Шева) —«Бней Сахнин» — :

«Хапоэль» (Раанана) — «Бейтар» (Иерусалим) — :

«Хапоэль» (Хайфа) — ФК «Ашдод» — :

## Потуровая таблица

### Предварительный этап
| Команда\№ Тура      | 1  | 2  | 3  | 4  | 5  | 6  | 7  | 8  | 9  | 10 | 11 | 12 | 13 | 14 | 15 | 16 | 17 | 18 | 19 | 20 | 21 | 22 | 23 | 24 | 25 | 26 |
| ------------------- | -- | -- | -- | -- | -- | -- | -- | -- | -- | -- | -- | -- | -- | -- | -- | -- | -- | -- | -- | -- | -- | -- | -- | -- | -- | -- |
| Хапоэль Беэр-Шева   | 7  | 12 | 8  | 6  | 6  | 10 | 5  | 4  | 4  | 3  | 2  | 2  | 1  | 1  | 1  | 1  | 1  | 1  | 2  | 1  | 2  | 2  | 1  | 2  | 1  | 1  |
| Маккаби Тель-Авив   | 13 | 7  | 3  | 3  | 3  | 4  | 3  | 5  | 3  | 4  | 4  | 4  | 4  | 4  | 4  | 4  | 4  | 2  | 1  | 2  | 1  | 1  | 3  | 1  | 3  | 3  |
| Бейтар Иерусалим    | 1  | 1  | 1  | 1  | 1  | 3  | 2  | 2  | 2  | 2  | 3  | 3  | 3  | 3  | 3  | 3  | 2  | 3  | 3  | 3  | 3  | 3  | 2  | 3  | 2  | 2  |
| Маккаби Петах-Тиква | 4  | 6  | 10 | 11 | 10 | 11 | 11 | 8  | 10 | 11 | 10 | 10 | 9  | 10 | 10 | 10 | 10 | 7  | 8  | 8  | 7  | 7  | 8  | 7  | 7  | 7  |
| Бней Сахнин         | 5  | 3  | 4  | 5  | 9  | 6  | 7  | 7  | 7  | 9  | 8  | 9  | 10 | 8  | 8  | 8  | 7  | 8  | 9  | 9  | 9  | 10 | 9  | 9  | 8  | 9  |
| Маккаби Хайфа       | 12 | 5  | 9  | 7  | 8  | 5  | 6  | 6  | 8  | 6  | 7  | 8  | 8  | 9  | 9  | 9  | 9  | 10 | 10 | 10 | 10 | 9  | 10 | 10 | 10 | 10 |
| Ирони Кирьят-Шмона  | 9  | 9  | 7  | 4  | 5  | 7  | 8  | 9  | 6  | 8  | 6  | 7  | 7  | 7  | 7  | 7  | 8  | 9  | 7  | 7  | 8  | 8  | 7  | 8  | 9  | 8  |
| Хапоэль Хайфа       | 2  | 2  | 2  | 2  | 2  | 1  | 1  | 1  | 1  | 1  | 1  | 1  | 2  | 2  | 2  | 2  | 3  | 4  | 4  | 4  | 4  | 4  | 4  | 4  | 4  | 4  |
| ФК Ашдод            | 10 | 13 | 14 | 14 | 14 | 14 | 13 | 12 | 12 | 13 | 14 | 13 | 13 | 13 | 13 | 13 | 13 | 13 | 13 | 13 | 11 | 12 | 12 | 12 | 12 | 12 |
| Хапоэль Раанана     | 8  | 10 | 13 | 13 | 13 | 13 | 14 | 13 | 13 | 14 | 12 | 12 | 12 | 12 | 12 | 12 | 12 | 12 | 11 | 11 | 12 | 11 | 11 | 11 | 11 | 11 |
| Бней Иегуда         | 3  | 4  | 6  | 9  | 11 | 9  | 10 | 11 | 9  | 7  | 9  | 6  | 6  | 6  | 6  | 6  | 6  | 5  | 5  | 6  | 6  | 6  | 6  | 6  | 6  | 6  |
| Хапоэль Ашкелон     | 11 | 11 | 12 | 10 | 7  | 8  | 9  | 10 | 11 | 10 | 11 | 11 | 11 | 11 | 11 | 11 | 11 | 11 | 12 | 12 | 13 | 13 | 13 | 13 | 13 | 13 |
| Маккаби Нетания     | 6  | 8  | 5  | 8  | 4  | 2  | 4  | 3  | 5  | 5  | 5  | 5  | 5  | 5  | 5  | 5  | 5  | 6  | 6  | 5  | 5  | 5  | 5  | 5  | 5  | 5  |
| Хапоэль Акко        | 14 | 14 | 11 | 12 | 12 | 12 | 12 | 14 | 14 | 12 | 13 | 14 | 14 | 14 | 14 | 14 | 14 | 14 | 14 | 14 | 14 | 14 | 14 | 14 | 14 | 14 |

### Заключительный этап. Борьба за медали

#### Потуровая таблица
| Команда\№ Тура    | 27 | 28 | 29 | 30 | 31 | 32 | 33 | 34 | 35 | 36 |
| ----------------- | -- | -- | -- | -- | -- | -- | -- | -- | -- | -- |
| Хапоэль Беэр-Шева | 1  | 1  |    |    |    |    |    |    |    |    |
| Бейтар Иерусалим  | 2  | 2  |    |    |    |    |    |    |    |    |
| Маккаби Тель-Авив | 3  | 3  |    |    |    |    |    |    |    |    |
| Хапоэль Хайфа     | 4  | 4  |    |    |    |    |    |    |    |    |
| Маккаби Нетания   | 5  | 5  |    |    |    |    |    |    |    |    |
| Бней Иегуда       | 6  | 6  |    |    |    |    |    |    |    |    |

### Заключительный этап. Борьба за выживание

#### Потуровая таблица
| Команда\№ Тура      | 27 | 28 | 29 | 30 | 31 | 32 | 33 | 34 | 35 | 36 | 37 | 38 | 39 | 40 |
| ------------------- | -- | -- | -- | -- | -- | -- | -- | -- | -- | -- | -- | -- | -- | -- |
| Маккаби Петах-Тиква | 8  |    |    |    |    |    |    |    |    |    |    |    |    |    |
| Ирони Кирьят-Шмона  | 7  |    |    |    |    |    |    |    |    |    |    |    |    |    |
| Бней Сахнин         | 9  |    |    |    |    |    |    |    |    |    |    |    |    |    |
| Маккаби Хайфа       | 10 |    |    |    |    |    |    |    |    |    |    |    |    |    |
| Хапоэль Раанана     | 11 |    |    |    |    |    |    |    |    |    |    |    |    |    |
| ФК Ашдод            | 12 |    |    |    |    |    |    |    |    |    |    |    |    |    |
| Хапоэль Ашкелон     | 13 |    |    |    |    |    |    |    |    |    |    |    |    |    |
| Хапоэль Акко        | 14 |    |    |    |    |    |    |    |    |    |    |    |    |    |